# Голубев, Константин Парфеньевич
Константин Парфеньевич Голубев (8 марта 1928 — 19 октября 2013, Нижний Новгород, Российская Федерация) — советский и российский тренер по прыжкам с трамплина, заслуженный тренер РСФСР.

## Биография
Окончил Горьковский техникум физической культуры, а затем факультет физического воспитания Горьковского государственного педагогического института. Во время учебы стал прыгать на лыжах с трамплина и одновременно тренировать юных спортсменов.
После окончания ВУЗа четыре года работал в Красноярске, а затем вернулся в Горький. Наибольших успехов добился, работая тренеров спортивного общества «Динамо» и затем — в межвузовской группе спортивного совершенствования прыгунов на лыжах с трамплина и двоеборцев. Среди воспитанников тренера: чемпион СССР и России, неоднократный победитель Всесоюзных соревнований, участник международных соревнований Вячеслав Щербаков, призер международных соревнований Владимир Теричев, Чемпион Универсиады Сергей Сусликов, неоднократный победитель Кубка России, призер международных соревнований Владимир Напылов и двукратный победитель Кубка СССР, призер Спартакиады народов СССР Владимир Клепацкий.
Сборная Горьковской области по прыжкам на лыжах с трамплина под его руководством дважды становилась победительницей соревнований на Спартакиадах народов СССР, пять раз выигрывала Кубок страны.
В 1975 г. защитил кандидатскую диссертацию и был избран заведующим кафедрой физического воспитания Горьковского политехнического института, которую возглавлял 16 лет. Позднее ему было присвоено ученое звание профессора. В течение десяти лет возглавлял Нижегородскую областную федерацию по прыжкам на лыжах с трамплина и лыжному двоеборью. За этот период федерация достигла высоких спортивных достижений и по своим показателям стала одной из лучших в России.
Скончался 19 октября 2013 года. Похоронен на Красном кладбище.